# Big Pine Key
Big Pine Key is een plaats (census-designated place) in de Amerikaanse staat Florida, en valt bestuurlijk gezien onder Monroe County.

## Demografie
Bij de volkstelling in 2000 werd het aantal inwoners vastgesteld op 5032.

## Geografie
Volgens het United States Census Bureau beslaat de plaats een oppervlakte van
25,8 km², waarvan 25,3 km² land en 0,5 km² water. Big Pine Key ligt op ongeveer 1 m boven zeeniveau.

## Plaatsen in de nabije omgeving
De onderstaande figuur toont nabijgelegen plaatsen in een straal van 40 km rond Big Pine Key.